# Gothabilly
Le gothabilly (ou parfois hellbilly) est un sous-genre du rockabilly. Le nom est un jeu de mots entre gothique et rockabilly. La première utilisation connue du nom vient des Cramps à la fin des années 1970, pour définir leur style punk rock orienté rockabilly,. Depuis ce moment, le nom est utilisé pour décrire la mode et la musique à la croisée des mouvements gothique et rockabilly.

## Histoire
À la fin des années 1970, The Cramps aident au développement d'un genre proto-gothabilly. Cependant, le terme de gothabilly ne se popularisera pas avant la sortie des compilations homonymes publiées par Skully Records au milieu des années 1990,. The Cramps sont occasionnellement associés au rock gothique principalement de par leur vêtements fétichistes et leur style de maquillage similaire à celui du mouvement gothique. The Cramps sont également considérés comme ayant influencé le genre psychobilly.
La scène gothabilly est particulièrement active dans la portion ouest des États-Unis, les groupes actuels étant originaires de Californie.